# Поліхруси
Поліхруси (Polychrus) — рід ящірок з родини Анолісових. Має 6 видів. Інша назва «довгоногі ігуани».

## Опис
Загальна довжина коливається від 10 до 40 см. Голова видовжена, тулуб стиснутий з боків, дуже довгий хвіст. Мають досить довгі та розвинуті кінцівки з чіпкими пальцями та хвостом. Звідси й походи їх інша назва. Колір шкіри різний, загальний фон зелений з різними плямами та смугами. Від багатозабарвленості походить назва Поліхрусів (з грец. «багатокольоровий»). Не здатні відкидати хвоста.

## Спосіб життя
Полюбляє тропічні ліси. Живе високо на деревах, пересувається серед гілля верхівок. Активні вдень. Дуже полохливі тварини. Харчуються комахами, плодами.
Це яйцекладні ящірки. відкладають до 2 яєць.
Тримаються людьми у тераріумах.

## Розповсюдження
Мешкають у Південній Америці.

## Види
- Polychrus acutirostris
- Polychrus femoralis
- Polychrus gutturosus
- Polychrus liogaster
- Polychrus marmoratus
- Polychrus peruvianus